# Down, Deep Inside
«Down, Deep Inside» (с англ. — «Глубоко внутри») — музыкальная тема и песня, написанная специально для фильма «Бездна» 1977 года. Музыку написал британский композитор Джон Барри, а текст — американская певица Донна Саммер, она же и стала исполнительницей песни.
Трек был издан в альбоме-саундтреке к фильму в трёх вариантах, в 1978 году песня появилась в расширенном варианте на CD-изданиях альбома Live and More. Песня была выпущена и как сингл, став хитом в некоторых европейских странах, а также в танцевальном чарте США.
Песня была номинирована на премию «Золотой глобус» в категории «Лучшая песня».

## Позиции в хит-парадах
Еженедельные чарты:
| Чарт (1977)                      | Высшая позиция |
| -------------------------------- | -------------- |
| Австралия (Kent Music Report)    | 70             |
| Бельгия/Валлония (Ultratop 50)   | 8              |
| Бельгия/Фландрия (Ultratop 50)   | 4              |
| Великобритания (OCC UK Singles)  | 5              |
| Германия (GfK)                   | 25             |
| Италия (Musica e dischi)         | 17             |
| Нидерланды (Dutch Top 40)        | 6              |
| Нидерланды (Single Top 100)      | 5              |
| США (Billboard Dance Club Songs) | 3              |
| Франция (IFOP)                   | 35             |
| ЮАР (Springbok)                  | 16             |

Годовые чарты:
| Хит-парад (1977)             | Позиция |
| ---------------------------- | ------- |
| Великобритания (Gallup Poll) | 42      |

## Сертификации и продажи
| Регион                                                      | Сертификация | Продажи  |
| ----------------------------------------------------------- | ------------ | -------- |
| Великобритания (BPI)                                        | Серебряный   | 250 000^ |
| ^ Данные о тиражах приведены только на основе сертификации. |              |          |